# Falset
Falset es un municipio y localidad española de la provincia de Tarragona, en Cataluña. Perteneciente a la comarca del Priorato, de la que es capital, el municipio cuenta con una población de 2856 habitantes (INE 2024).

## Geografía

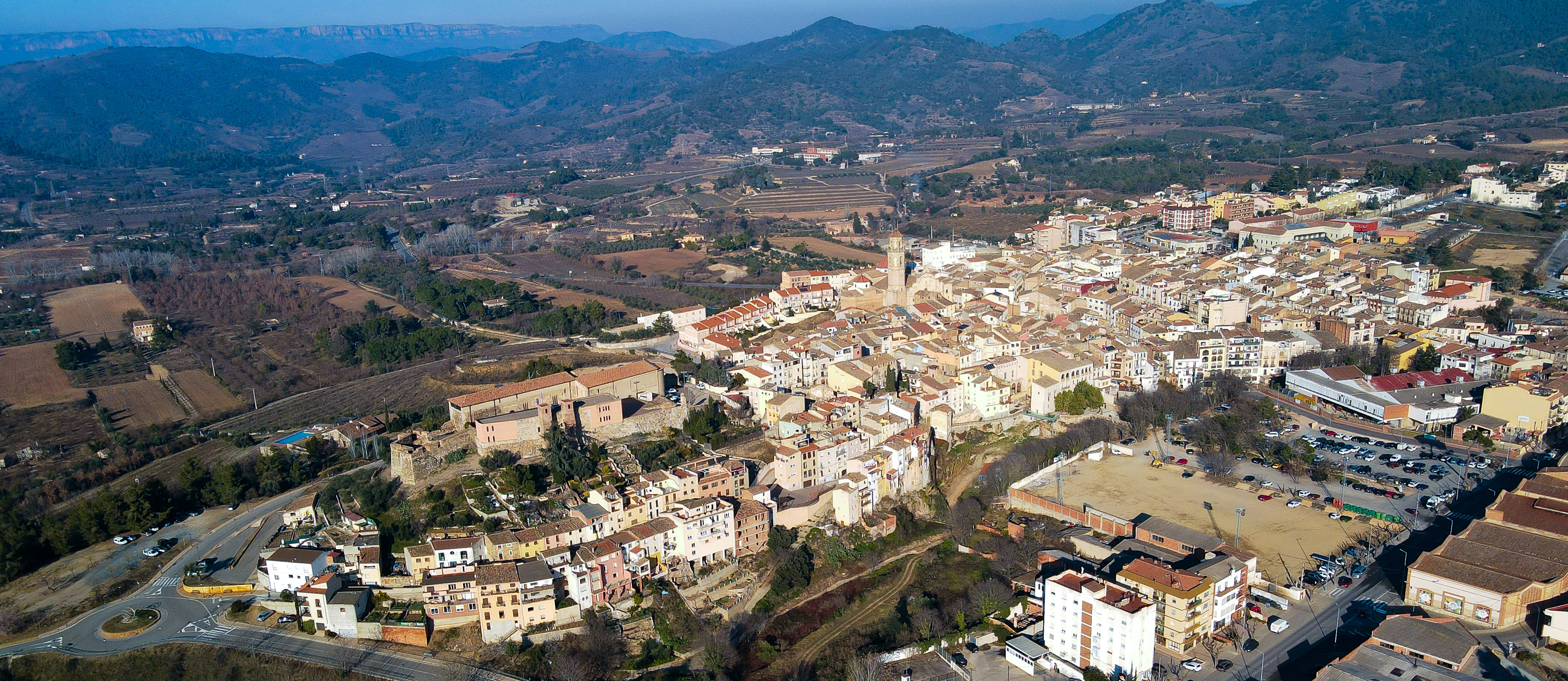
Falset a vista de pájaro.

Integrado en la comarca de Priorato, de la que ejerce de capital, se sitúa a 42 kilómetros de Tarragona. El término municipal está atravesado por la carretera nacional N-420, entre los pK 842 y 844, por las carreteras provinciales T-710, que conecta con Gratallops y Marsá, y T-740, que conecta con Porrera, y por una carretera local que permite la comunicación con Bellmunt del Priorat. 
Se encuentra en la zona de contacto del Priorat histórico y geográfico, en el llamado Baix Priorat, en la fosa secundaria de Falset, que conforma la Cordillera Prelitoral, en el centro de la cuenca del río de Siurana. Lo drenan los barrancos de Aiguassals, de la Fuina, de la Olla, de las Alondras, de Barretet, de la Font Vella, del Valle de la Pistola y del Valle de la Sardana. La altitud oscila entre los 601 metros al norte (Serra Alta) y los 180 metros a orillas del río de Siurana, al noroeste. El pueblo se alza a 363 metros sobre el nivel del mar. 
| Noroeste: Bellmunt del Priorat | Norte: Porrera | Nordeste: Porrera |
| Oeste: Masroig                 |                | Este: Pradell     |
| Suroeste: Marsá                | Sur: Marsá     | Sureste: Pradell  |

## Historia
Fue uno de los primeros lugares que se repobló después de la reconquista. Aparece ya citado por Ramón Berenguer IV. En 1168 se entregó el castillo de Falset a Pere de Déu que recibió el encargo de repoblarlo y de construir una fortificación defensiva. El 5 de mayo de 1191 le fue concedida carta de población.

Formó parte del condado de Prades desde 1324. Los condes instalaron en el castillo de Falset su residencia, lo que facilitó la prosperidad del lugar. Durante el siglo XV el pueblo contó con una importante colonia judía que formó su propio barrio; entre 1489 y 1500 los judíos fueron sometidos a diversos procesos por parte de la Inquisición con lo que la judería prácticamente desapareció.

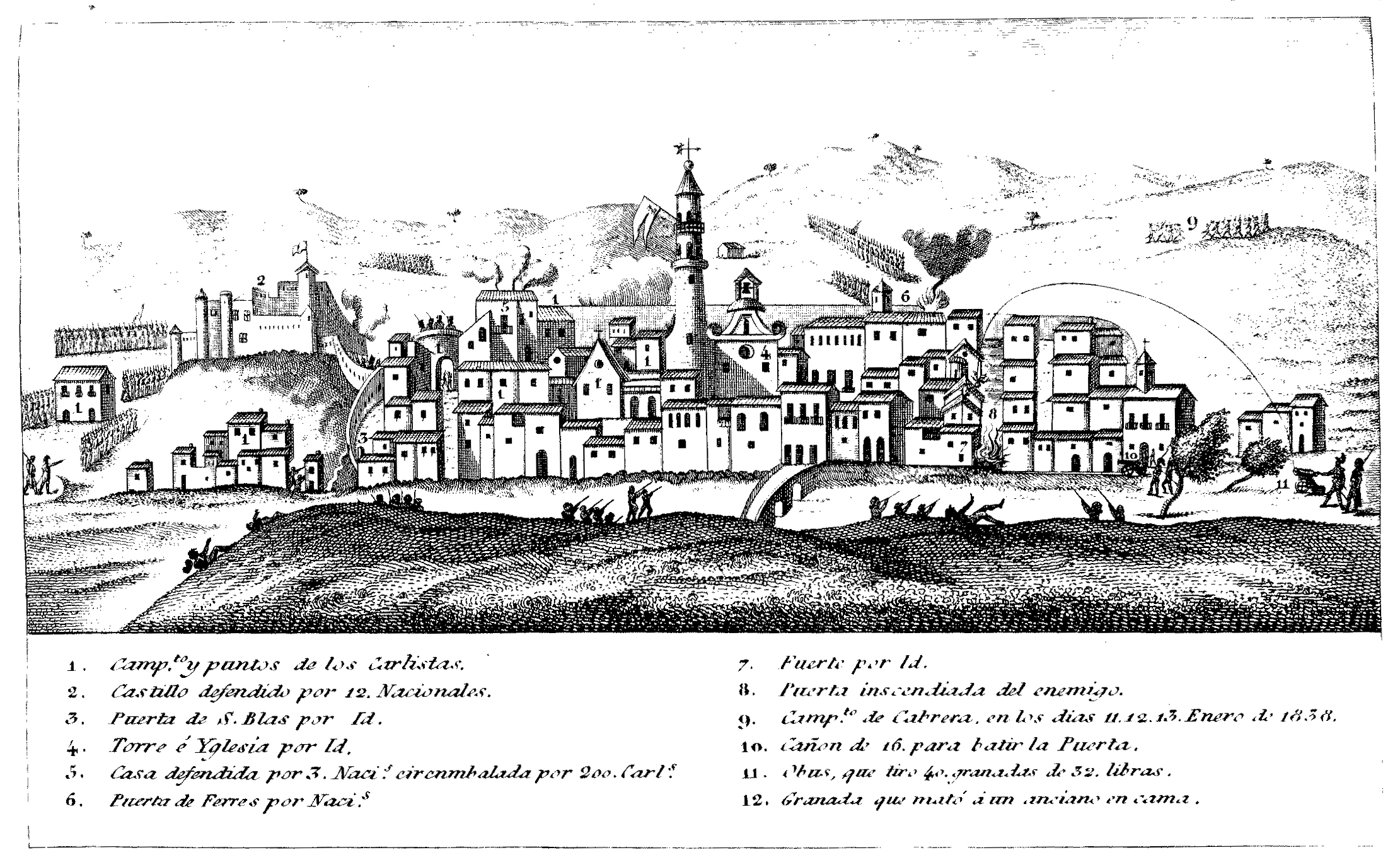
Vista desde el sur de Falset en la primera mitad del

Durante la Guerra de los Segadores la mayoría de los habitantes apoyaron a las tropas castellanas. En la Guerra de Sucesión el castillo de Falset fue ocupado por el general Antoni Vidal, fiel al archiduque Carlos. 
El 15 de agosto de 1810, el municipio fue arrasado y saqueado por las tropas napoleónicas que llegaron a utilizar la iglesia como cuadra. La recuperación de la villa por parte de las tropas regulares se produjo el día 29 de ese mismo mes.

## Demografía
Cuenta con una población de 2856 habitantes (INE 2024).
| Gráfica de evolución demográfica de Falset entre 1842 y 2021 |
| |
| Población de derecho según los censos de población del INE Población de hecho según los censos de población del INEEntre el censo de 1857 y el anterior, disminuye el término del municipio porque independiza a 43023 (Bellmunt de Ciurana) |

## Economía

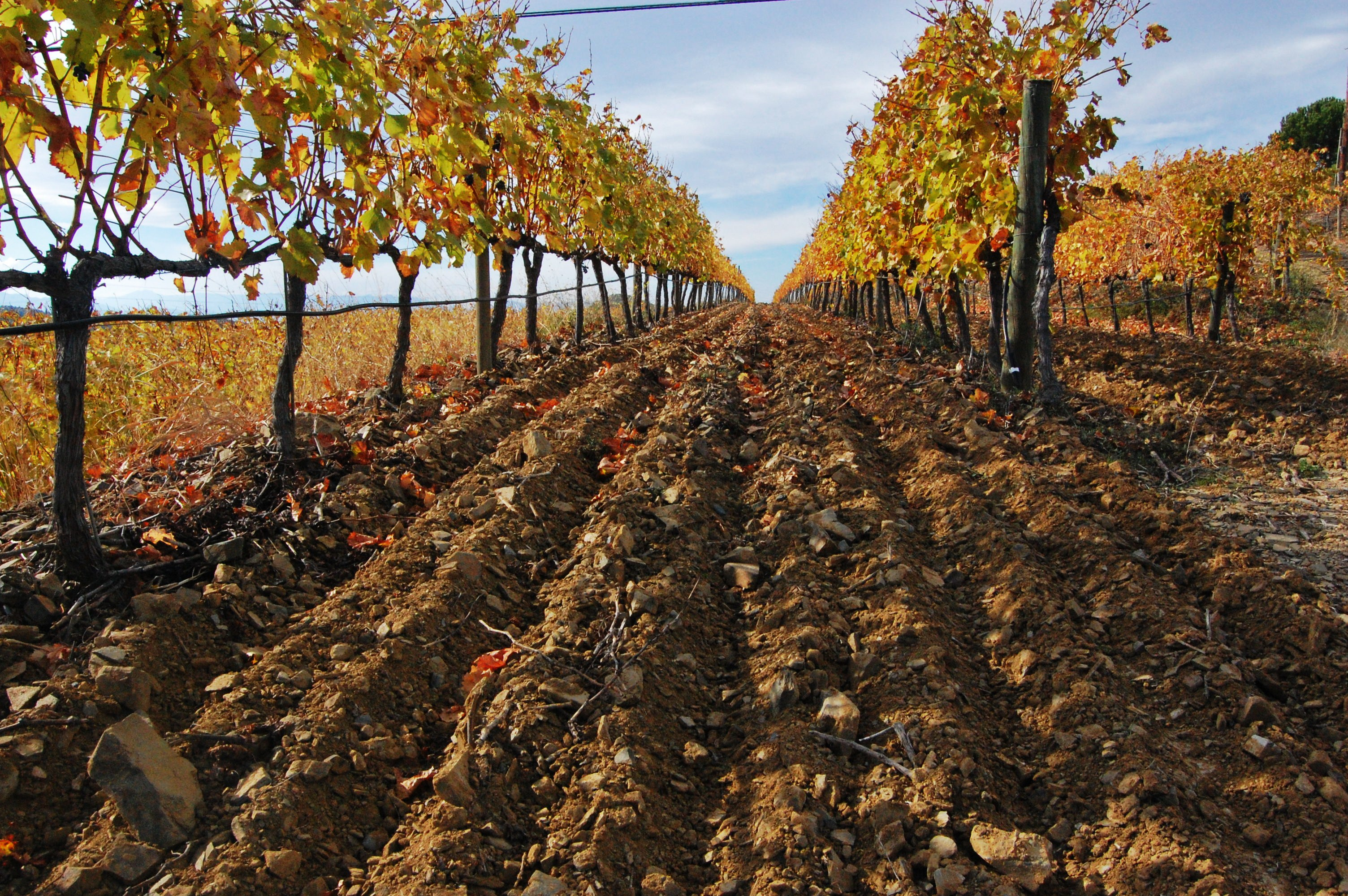
Viñedos en Falset

Los cultivos predominantes en la zona son los avellanos y la viña. También hay, aunque en menos medida, campos con olivos y almendros. Dispone de una cooperativa agrícola dedicada a comercializar los frutos secos y el vino. Entre las industrias destacan las dedicadas a los productos textiles.

## Cultura
Sobre una colina se encuentran los restos del antiguo castillo. Derruido en parte por orden de Felipe V y reconstruido después para ser utilizado como cuartel militar, fue también utilizado como prisión en 1825. En su interior se pueden ver restos de la antigua capilla románica así como las dos torres construidas por Felipe V. Se encuentra en periodo de recuperación.
De las antiguas murallas que un día rodearon la ciudad únicamente se ha conservado el portal del Bou en el que está visible el escudo de armas de los duques de Medinaceli y parte del portal dels Ferrers. También quedan unos 200 metros del antiguo muro.
La villa está organizada alrededor de la plaza de la Quartera. Se trata de una plaza porticada en la que se encuentra el antiguo palacio de los condes de Prades de estilo renacentista. Es la sede del ayuntamiento. El museo de Falset está en el edificio conocido como Casa Gran, del siglo XVIII, conocido también como el palacio del duques de Azara. 
La iglesia parroquial está dedicada a Santa María. Su construcción se inició en 1763 y fue consagrada en 1770. Se trata de un templo de estilo neoclásico de tres naves. En su interior se hallaban antiguos retablos, destruidos en 1936. Sólo se conserva uno de alabastro.
Falset celebra su fiesta mayor a mediados de agosto. Otra festividad destacada es la conocida como la encamisada que tiene lugar el 17 de enero, día de san Antonio. El origen de esta fiesta según la tradición se sitúa en el siglo XVIII cuando los habitantes de la ciudad, con intención de despistar a las tropas francesas, salieron en medio de la niebla, vistiendo una camisa blanca. La fiesta se inicia con la bendición de los animales y continúa con un desfile de carros engalanados para la ocasión.